# Dance of a Dream
Pour plus de détails, voir Fiche technique et Distribution.
Dance of a Dream (愛君如夢, Oi gwan yue mung) est une comédie romantique hongkongaise co-produite et réalisée par Andrew Lau et sortie en 2001 à Hong Kong.
Elle totalise 17 794 076 HK$ de recettes au box-office.

## Synopsis
Namson Lau (Andy Lau) est professeur de danse de salon. Sur scène, il apparaît comme un gentleman raffiné et suave, mais c'est en réalité quelqu'un de rusé et cupide, et la danse est pour lui un moyen de faire fortune, sans aucune autre marque d'intérêt. Kam (Sandra Ng) a un vie médiocre et un travail ennuyeux, mais est de nature optimiste. Un jour, lors d'un bal organisé par l'aristocrate Tina Cheung (Anita Mui), Namson exécute une danse avec Tina devant Kam qui fait partie du public. Enchantée par la prestation de danse de Namson, elle décide de s'inscrire à ses cours, dans l'espoir de réaliser son rêve de danser aussi bien avec lui un jour. Pendant ce temps, Jimmy (Edison Chen), le frère cadet de Tina, confie également à Namson la tâche d'initier sa sœur au tango. Kam travaille dur à temps partiel pour payer ses cours de danse, tandis que Namson travaille à la réalisation de son rêve d'acheter son studio de danse dans Central et de participer au Festival de danse de Blackpool en Angleterre. De ce fait, il néglige les progrès de ses élèves et ne se soucie plus que de gagner de l’argent avec eux, comme à l’époque où il avait rencontré Tina au bal et où son but avait été de la persuader de prendre des leçons de danse avec lui.
Tout en donnant des cours à Tina et Kam, Namson réalise peu à peu à quel point il s'est perdu dans le sens de la danse. En le voyant dans cet état, Kam organise une fête avec ses camarades danseurs pour que Namson retrouve le sourire. La joie des élèves ayant dansé lors de la soirée a une influence positive sur Namson, ainsi que sur l’insociable Tina, qui devient plus extravertie. Par la suite, elle enseigne également le tango à Kam qu'elle a appris de Namson, à qui elle achète son studio de rêve. À ce moment, Namson se rend compte qu'il est tombé amoureux de Kam et est également confronté à un dilemme moral : être avec Tina pour réaliser son rêve, ou être avec Kam, qu'il aime vraiment et qui l'a beaucoup soutenu.

## Fiche technique
- Titre original : 愛君如夢
- Titre international : Dance of a Dream
- Réalisation : Andrew Lau
- Scénario : Felix Chong
- Photographie : Andrew Lau et Ko Chiu-Lam
- Montage : Danny Pang Phat (en) et Curran Pang
- Musique : Jacky Chan et Marco Wan
- Production : Andy Lau et Andrew Lau
- Société de production : Teamwork Motion Pictures et Media Asia Entertainment Group
- Société de distribution : Media Asia Entertainment Group
- Pays d'origine :  Hong Kong
- Langue originale : cantonais
- Format : couleur
- Genre : comédie romantique
- Durée : 94 minutes
- Dates de sortie :
  - Hong Kong : 21 décembre 2001
  - Taïwan : 25 janvier 2002
  - Corée du Sud : 1er juillet 2004

## Distribution
- Andy Lau : Namson Lau
- Sandra Ng : Kam
- Anita Mui : Tina Cheung
- Edison Chen : Jimmy Cheung
- Gordon Lam : Faye Wong Yat-fei
- Cherrie Ying : June
- Ronald Cheng (en) : Yip Wai-shun
- Suzanne Chung	: Mme Yip
- Lam Chi-chung (en) : Fatty
- Halina Tam (en) : la colocatrice de Kam
- Belinda Hamnett (en) : la colocatrice de Kam
- Shirley Huang : Shirley
- Stephanie Chan
- Esther Koo
- Maggie Leung

## Musique
| Chanson                                                | Chanteur | Langue    |
| ------------------------------------------------------ | --- | --------- |
| Dance of a Dream (愛君如夢)                            | Andy Lau, Sandra Ng                                                                                            | cantonais |
| Play Some Instruments, Dance a Little (彈彈琴，跳跳舞) | Andy Lau, Anita Mui                                                                                            | cantonais |
| Wish You a Happy Birthday (祝你生辰快樂)               | Andy Lau | cantonais |
| Father and Son (兩仔爺)                                | Andy Lau, Anita Mui, Sandra Ng, Ronald Cheng (en), Gordon Lam, Cherrie Ying, Lam Chi-chung (en), Suzanne Chung | cantonais |
| Big Reunion (大團圓)                                   | Andy Lau | cantonais |
| Do You Still Remember Me (還記得我嗎)                  | Andy Lau | mandarin  |
| Let's Dance (舞吧)                                     | Andy Lau, Suzanne Chung                                                                                        | mandarin  |
| Whole (整體)                                           | Andy Lau, Suzanne Chung                                                                                        | mandarin  |
| You Are the Best (你是最好的)                          | Andy Lau | mandarin  |